# Heterocodon rariflorum
Heterocodon rariflorum är en klockväxtart som beskrevs av Thomas Nuttall. Heterocodon rariflorum ingår i släktet Heterocodon och familjen klockväxter. Inga underarter finns listade i Catalogue of Life.

## Bildgalleri

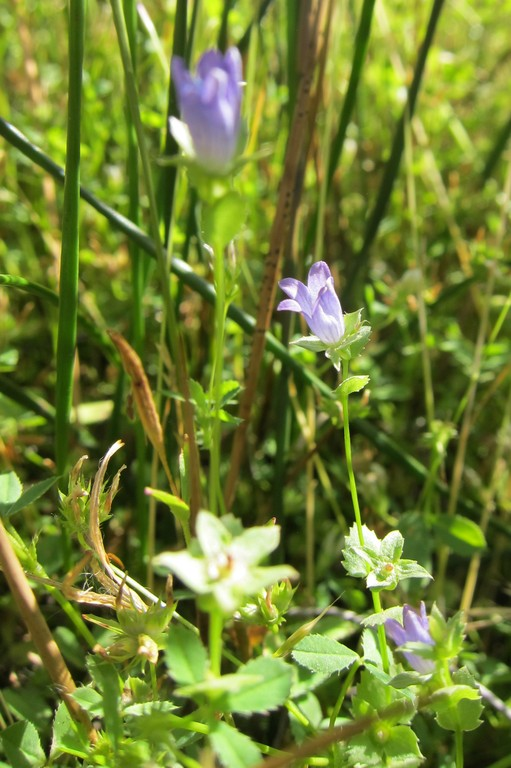